# Sebastian Haseney

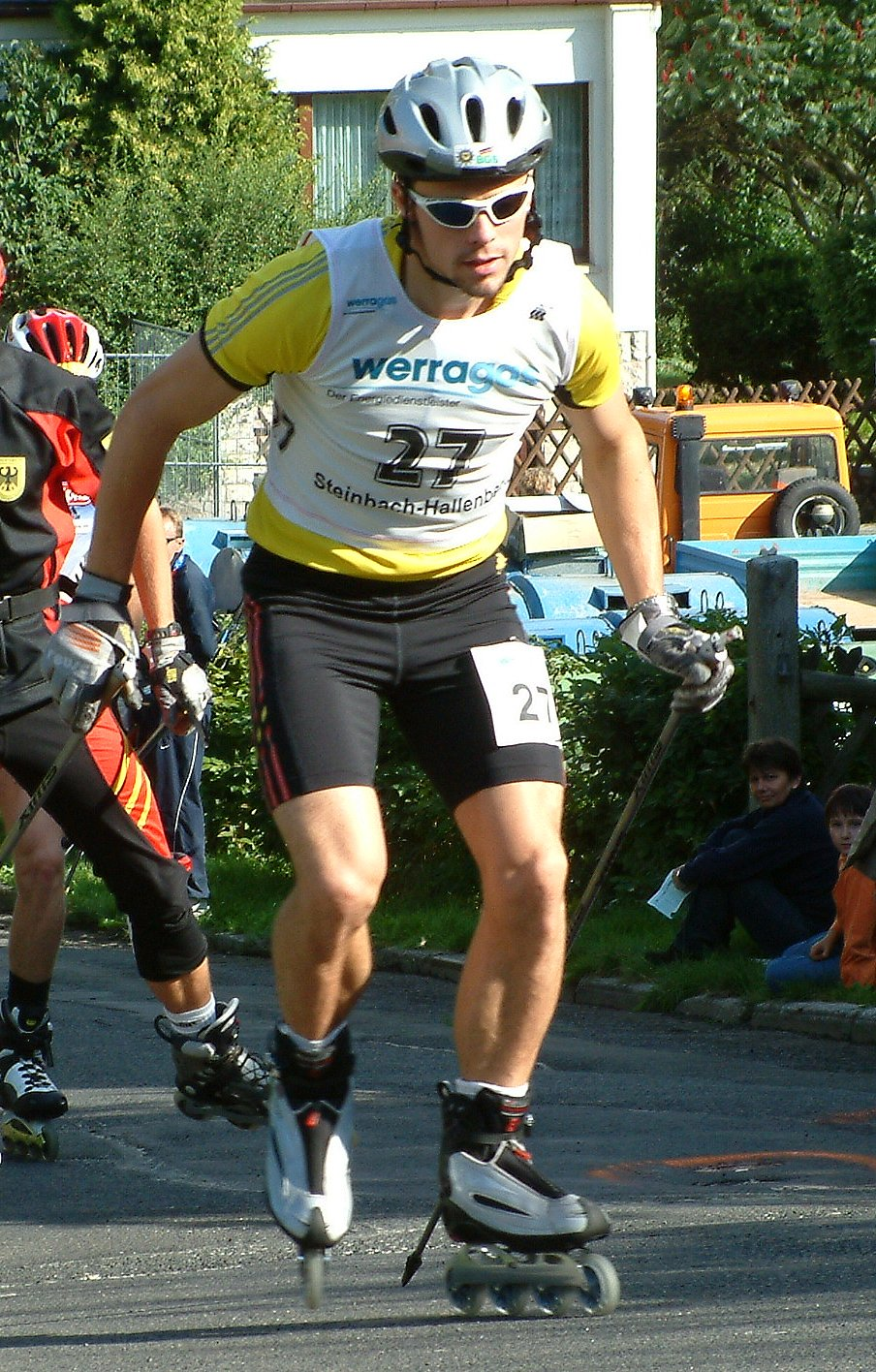
Sebastian Haseney

Sebastian Haseney, född den 27 augusti 1978, är en tysk utövare av nordisk kombination som tävlat i världscupen sedan 1999.
Haseney har fram till januari 2008 en seger i världscupen som kom 2001 i sprint. 
Haseney har deltagit i två olympiska spel och hans bästa placering är på 15 kilometer vid OS 2006 i Turin. I VM sammanhang har Haseney två silver i stafett och individuellt är hans bästa placering en åttonde plats i sprint från VM 1999.